# Edwardsport
La ville d’Edwardsport est située dans le comté de Knox, dans l’État de l’Indiana, aux États-Unis. Lors du recensement de 2010, sa population s’élevait à 303 habitants, estimée à 298 habitants en 2016.

## Histoire
La localité a été fondée en 1839 et nommé d’après Edward Wilkins , un des premiers habitants.

## Centrale électrique
Edwardsport abrite une centrale électrique. Deux unités d’une puissance de 160 mégawatts fournissent de l’électricité à la région. Une centrale à cycle combiné à gazéification intégrée actuellement en construction, prévue pour 2011, aura une puissance de 600 mégawatts. Les deux unités actuelles seront alors mises hors production.

## Source
- (en) Cet article est partiellement ou en totalité issu de l’article de Wikipédia en anglais intitulé « Edwardsport, Indiana » (voir la liste des auteurs).

1. ↑  Gannett, Henry, The Origin of Certain Place Names in the United States, Govt. Print. Off., 1905, 115 p. (lire en ligne)
2. ↑  « About IGCC Power Plants », The Energy Blog (consulté le 2 novembre 2006)